# Amstel Gold Race 2005
L'Amstel Gold Race 2005 est la quarantième édition de cette course cycliste sur route masculine. Elle a eu lieu le 17 avril 2005. L'Italien Danilo Di Luca s'est imposé. La course est la septième épreuve de l'UCI ProTour 2005.

## Récit
Dans la dernière bosse d'une course où les téléspectateurs furent privés d'images, Danilo Di Luca vint coiffer sur le fil le malheureux Michael Boogerd qui termine pour la troisième année consécutive sur la deuxième marche du podium. L'Italien Mirko Celestino de Domina Vacanze complète le podium d'une course marquée par la longue échappée d'un groupe de 4 coureurs, dont notamment le Français Christophe Moreau. Il s'agit de la première grande classique remportée par l'équipe Liquigas-Bianchi.

## Classement final
|    | Cycliste                       | Pays      | Équipe                | Temps           |
| -- | ------------------------------ | --------- | --------------------- | --------------- |
| 1  | Danilo Di Luca                 | Italie    | Liquigas-Bianchi      | 6 h 21 min 07 s |
| 2  | Michael Boogerd                | Pays-Bas  | Rabobank              | m.t.            |
| 3  | Mirko Celestino                | Italie    | Domina Vacanze        | m.t.            |
| 4  | Davide Rebellin                | Italie    | Gerolsteiner          | m.t.            |
| 5  | Miguel Ángel Martín Perdiguero | Espagne   | Phonak                | m.t.            |
| 6  | Patrik Sinkewitz               | Allemagne | Quick Step-Innergetic | m.t.            |
| 7  | Björn Leukemans                | Belgique  | Davitamon-Lotto       | m.t.            |
| 8  | David Etxebarria               | Espagne   | Liberty Seguros-Würth | m.t.            |
| 9  | Jérôme Pineau                  | France    | Bouygues Telecom      | m.t.            |
| 10 | Óscar Freire                   | Espagne   | Rabobank              | m.t.            |